# 智利原燈籠魚
智利原燈籠魚（学名：Protomyctophum chilense）为輻鰭魚綱燈籠魚目灯笼鱼科原燈籠魚屬的其中一種。該物種分布于東南太平洋的智利海域，為深海魚類，棲息深度可達400公尺。

## 扩展阅读
維基物種上的相關：智利原燈籠魚